# Isadora Pacheco
Isadora Rodrigues Pacheco (Florianópolis, 29 de março de 2005), é uma skatista profissional brasileira. Ela competiu em eventos de parque feminino em vários Campeonatos Mundiais de Skate, terminando em oitavo lugar em 2018 e em sétimo lugar em 2019. Seu treinador é Miguel Catarina.

## Carreira no esporte
Isadora mora em Florianópolis, no bairro Rio Tavares, que tem muitas pistas de skate e, aos cinco anos de idade, escolheu um skate como presente de aniversário.
Estreou no circuito mundial com 11 anos de idade. Foi vice-campeão mundial da categoria sub-14 e finalista do Campeonato Mundial da China, em 2018. Em 2019, conquistou o título brasileiro na modalidade park, superando Dora Varella e Yndiara Asp.
Isadora se classificou para competir nos Jogos Olímpicos de Verão de 2020, em Tóquio, por sua décima primeira posição no ranking olímpico mundial de skate para o parque feminino. No evento inaugural do parque olímpico feminino, ela ficou em décimo lugar geral.

## Títulos
- 2014 – 1° lugar - campeonato brasileiro infantil de Bowl[carece de fontes?]
- 2015 – 3° lugar - campeonato feminino 1 de Bowl
- 2016 – 1° lugar - campeonato brasileiro de Bowl
- 2016 – 1° lugar - campeonato brasileiro de Skatepark
- 2016 – 15° lugar - ranking mundial Amateur Girls 15 & Under Bowl
- 2017 – 2° lugar - campeonato de Bowl
- 2017 – 3° lugar - campeonato de Skatepark
- 2017 – 2° lugar - ranking mundial Amateur Girls 14 & Under Bowl